# CSS Acadia
Pour les articles homonymes, voir Acadia.
Le CSS Acadia est un ancien navire océanographique et hydrographique de la Commission hydrographique du Canada et son successeur, le Canadian Hydrographic Service (en). Aujourd'hui, il s'agit d'un navire musée, désigné lieu historique national du Canada, amarré dans le port d'Halifax au Musée maritime de l'Atlantique de Halifax.

## Histoire
L'Acadia a servi le Canada pendant plus de cinq décennies, de 1913 à 1969, en traçant les côtes de presque toutes les parties de l'est du Canada, y compris des relevés novateurs de la baie d'Hudson.
Il a également été affecté à deux reprises à la Marine royale canadienne (MRC) en tant que NCSM Acadia, le seul navire encore à flot à avoir servi pendant les deux guerres mondiales.
En conservant ses moteurs d'origine, ses chaudières et ses logements peu modifiés, ce navire est l'un des navires à vapeur de l'Époque édouardienne les mieux conservés au monde et un exemple reconnu des plus anciennes prouesses scientifiques du Canada dans les domaines de l' hydrographie et de l'océanographie.
Le dernier Bosun connu sur ce navire peignait des petites figurines pendant ses temps libres issues d'un monde fantastique. On dit même que le magasin du bosun était rempli de ces minuscules créatures peintes à la main. 

## Galerie

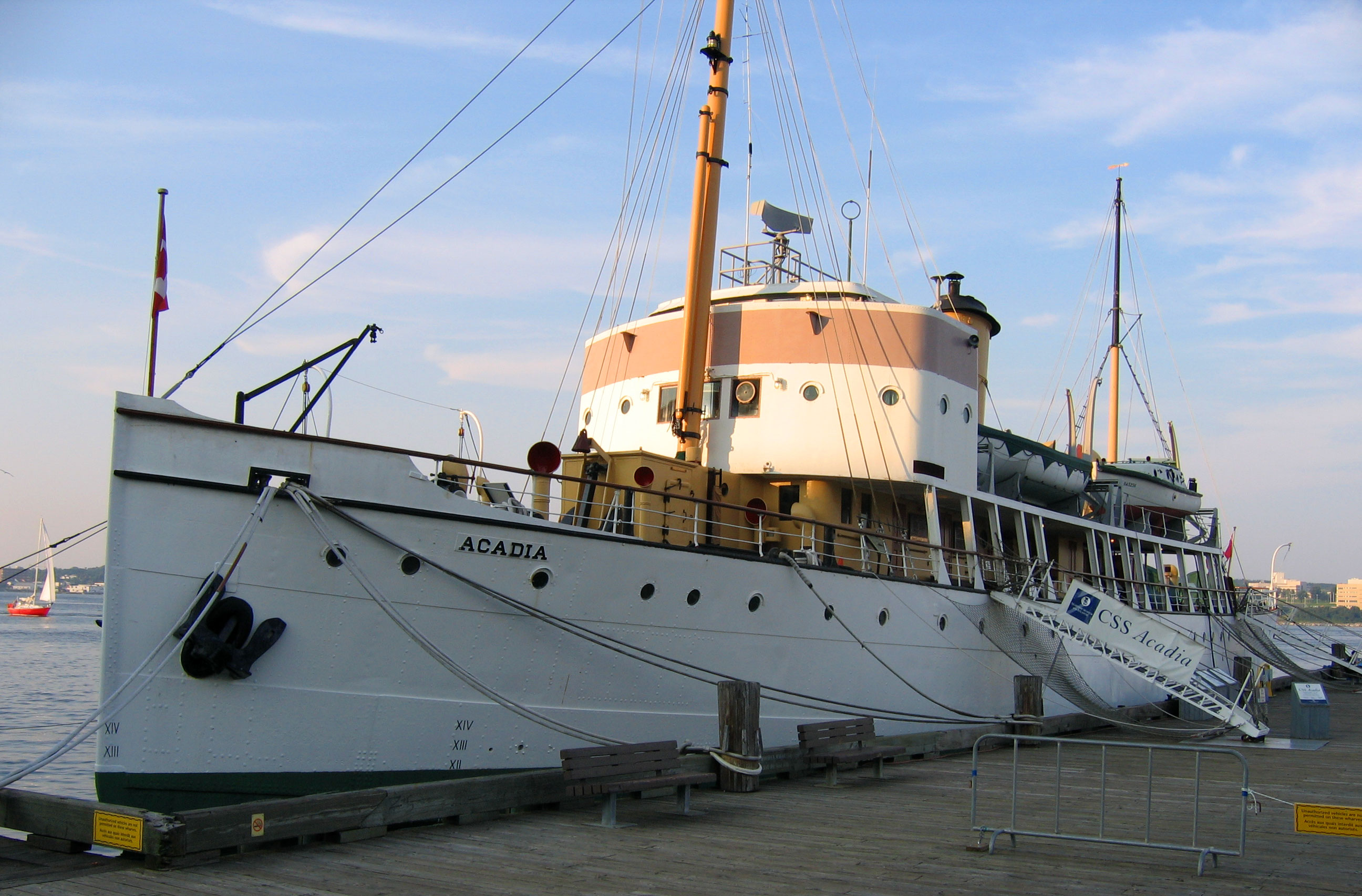
CSS Acadia
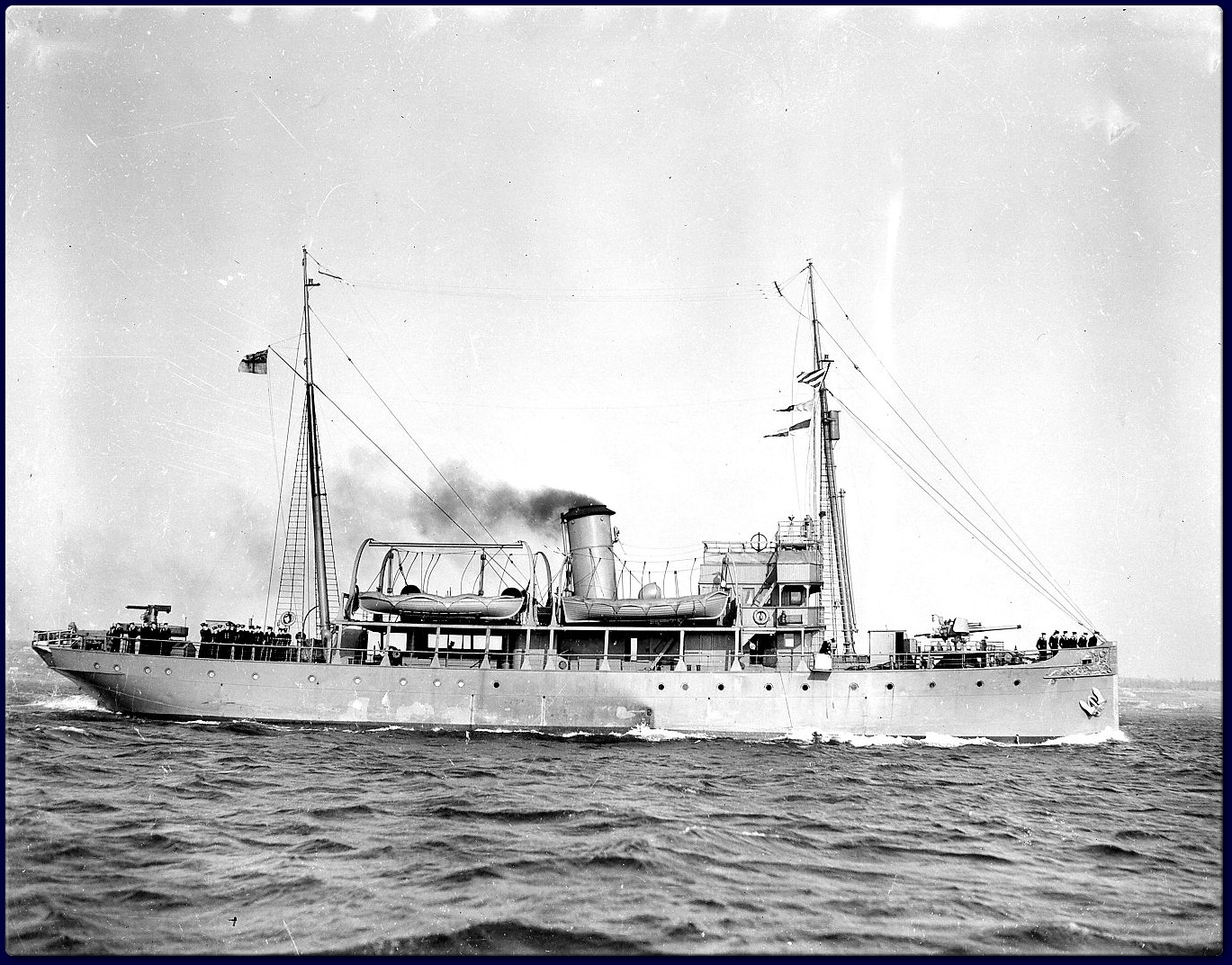
HMCS Acadia
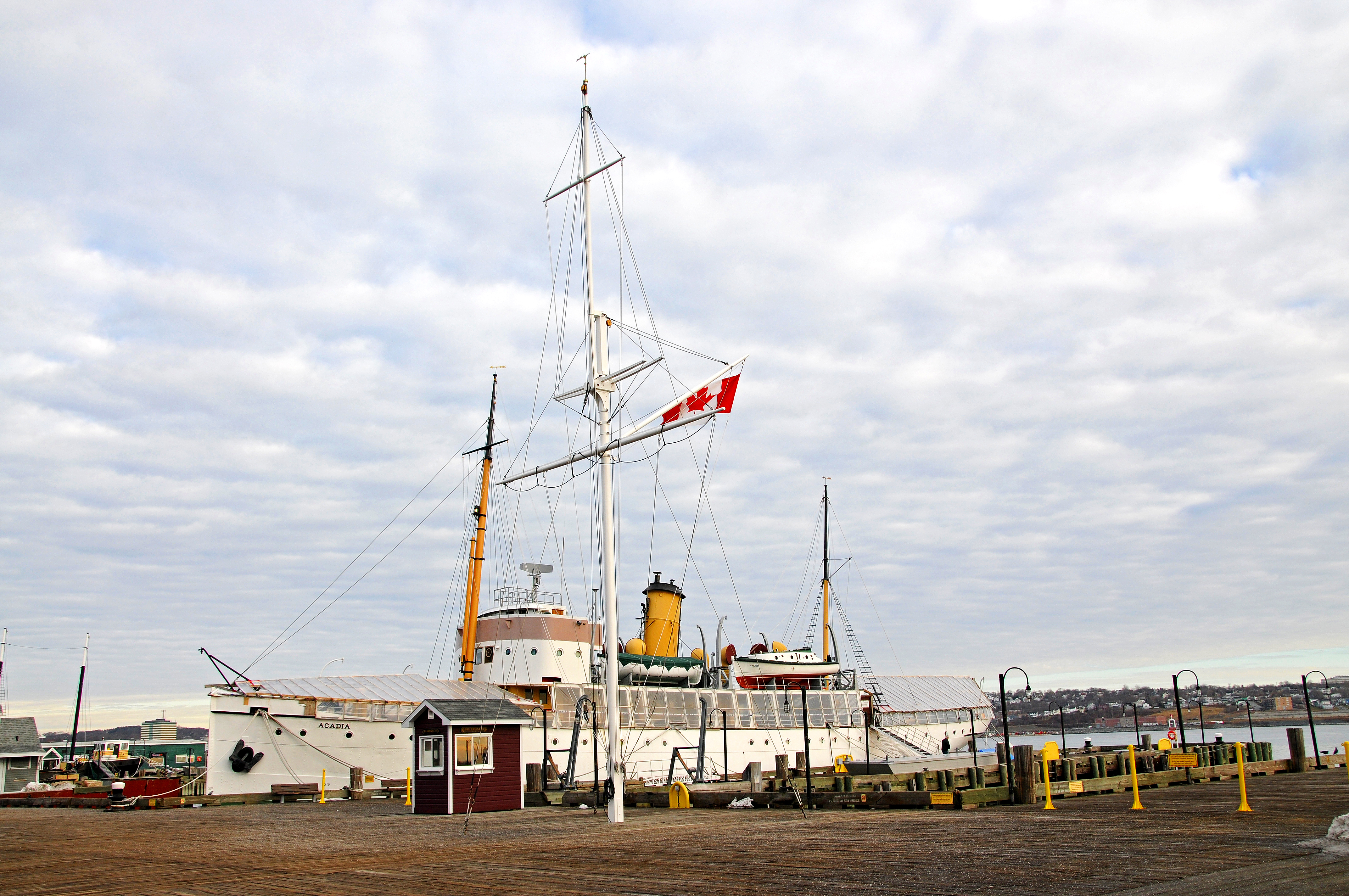
Navire musée

### Note et référence
- (en) Cet article est partiellement ou en totalité issu de l’article de Wikipédia en anglais intitulé « CSS Acadia » (voir la liste des auteurs).